# 戈兰·加夫兰西奇
戈兰·加夫兰西奇（Горан Гавранчић，1978年8月2日—），曾经是塞尔维亚足球运动员，司职后卫，曾经代表塞黑国家队参加2006年世界杯足球赛，2010年9月宣布退役。

## 俱乐部生涯
加夫兰西奇在库卡瑞奇开始职业足球生涯，2002年转会到乌克兰劲旅基辅迪纳摩，他代表基辅迪纳摩出场135次，打进34球。2008年，加夫兰西奇被租借到希腊联赛球队塞萨洛尼基PAOK半年。
2009年1月25日，他回到塞尔维亚，加盟贝尔格莱德游击队。2010年1月22日，俄罗斯球队喀山鲁宾宣布有意和加夫兰西奇签订两年合同，但加夫兰西奇却在1月24日和中国足球超级联赛球队河南建业达成协议，加盟河南队随后未能打出水平半个赛季后已经被解约。
2010年9月，长期受伤病困扰的加夫兰西奇宣布正式退役。

## 国家队生涯
加夫兰西奇从2002年开始入选国家队，并在2006年世界杯足球赛中以主力球员的身份参加塞黑国家队在小组赛的全部三场比赛。